# Brundall
Brundall est un village et une paroisse civile du comté de Norfolk en Angleterre. Peuplé de 3 978 habitants, il est situé à 10 kilomètres de Norwich.

## Jumelage
- Maurecourt (France) (depuis le 16 mai 1981)

## Personnalités liées à la commune
- Colin Chapman (1928-1982), ingénieur automobile, y avait une résidence ;
- Sam Clemmett (1993-), acteur, y est né.